# Gavin Simonds (1er vicomte Simonds)
Gavin Turnbull Simonds, 1er vicomte Simonds, (28 novembre 1881-28 juin 1971) est un juge britannique, homme politique et Lord grand chancelier. 

## Jeunesse et formation
Simonds est né à Reading, Berkshire, le fils de Louis DeLuze Simonds et de sa femme, Mary Elizabeth Turnbull. Ils sont membres d'une célèbre famille du Berkshire, magnats de la brasserie (Simonds Brewery). Il fait ses études au Winchester College (où il est plus tard Fellow et Warden de 1946 à 1951) et au New College d'Oxford. 

## Carrière juridique et politique
Simonds est appelé au barreau en 1906 et nommé Conseiller de la reine en 1924. Il est élu conseiller de Lincoln's Inn en 1929 et trésorier à partir de 1951. Il est juge de la division de chancellerie de la Haute Cour de justice entre 1937, quand il est fait chevalier, et 1944. Cette année-là, il est nommé Lord of Appeal in Ordinary admis au Conseil Privé et créé pair à vie en tant que baron Simonds, de Sparsholt dans le Comté de Southampton. 
Simonds reste Lord Law jusqu'en 1951, lorsque Winston Churchill le nomme Lord grand chancelier. Il est titulaire de la fonction au moment du couronnement de la reine Elizabeth II, ajoutant un rôle cérémoniel majeur à son rôle judiciaire. 
En juin 1952, il est nommé pair héréditaire sous le nom de baron Simonds, de Sparsholt dans le comté de Southampton et en 1954, il est créé vicomte Simonds, de Sparsholt dans le comté de Southampton. Il est nouveau Lord of Appeal de 1954 à 1962. Il est également grand intendant de l'Université d'Oxford de 1954 à 1967 et grand intendant de la ville de Winchester à partir de 1951. 

## Famille
Lord Simonds a trois fils qui sont tous morts avant lui. Robert Francis Simonds est mort en bas âge; John Mellor Simonds (1915–1944) est tué au combat à Arnhem en 1944 et Gavin Alexander Simonds (1915–1951) est décédé des suites d'une maladie contractée en service actif en Afrique de l'Est en 1951. Par conséquent, la baronnie héréditaire et la vicomté s'éteignent à sa mort en juin 1971, à l'âge de 89 ans.  